# Souhaila Andrawes
Souhaila Sami Andrawes Sayeh, née le 28 mars 1953 à Beyrouth au Liban, est une Palestinienne, ancien membre du Front populaire de libération de la Palestine (FPLP).

## Biographie
En 1977, elle a participé au détournement du vol 181 de la Lufthansa (Landshut). Andrawes a été la seule des quatre pirates de l'air à survivre à l'assaut de l'avion par le GSG 9 à Mogadiscio. 
Andrawes a été condamnée à 20 ans de prison en Somalie mais a été libérée au bout d'à peine deux ans. En 1991, elle a déménagé à Oslo avec son mari et sa fille. Identifiée par la police norvégienne en 1994, elle a été extradée vers l'Allemagne en 1995. Dans ce pays, son arrestation a fait l'objet d'un débat sur le traitement des criminels étrangers. Elle a été condamnée à 12 ans de prison pour le détournement du vol Lufthansa 181. En 1997, elle a été autorisée à purger le reste de sa peine en Norvège. Elle a été libérée en 1999, en raison de problèmes de santé. Aujourd'hui, elle vit à Oslo.
L'ancienne hôtesse de l'air Gabriele von Lutzau l'a décrite comme particulièrement cruelle et impitoyable : Andrawes aurait ri quand le chef des terroristes a abattu le commandant de bord Jürgen Schumann.